# اولاویر داری اولافسون
اولاویر داری اولافسون (انگلیسی: Ólafur Darri Ólafsson؛ ‏ تلفظ ایسلندی: [ˈou:lavʏr]‏؛ زادهٔ ۱۳ مارس ۱۹۷۳) بازیگر اهل ایسلند است. وی از سال ۱۹۹۸ میلادی تاکنون مشغول فعالیت بوده‌است.
از فیلم‌ها یا برنامه‌های تلویزیونی که وی در آن نقش داشته‌است، می‌توان به وزیر، ۱۰۱ ریکیاویک، قاچاق، زندگی پنهان والتر میتی، عمیق، ملک توفان، قدم زدن میان قبرها، کودکان، آخرین شکارچی جادوگر، غول بزرگ مهربان، زولندر ۲، مگ، ناپدید شدن، بیوولف و گرندل، کواری، به‌دام‌افتاده و جاسوسی که از من روی برگرداند اشاره کرد.